# 刘肃 (元朝)
刘肃（1188年—1263年），字才卿，威州洺水（今河北威县）人，金朝、元朝官员。
金宣宗兴定二年（1218年）中词赋进士。为尚书省令史，曾辨析冤狱，使十一人得免死刑。调新蔡县令，改县赋民以牛多寡为差，为树畜繁者不加赋。金朝灭亡，依附东平严实，聘为行尚书省左司员外郎，改任行军万户府经历。奏请罢除东平重赋。蒙哥汗二年（1252年），忽必烈在藩府时，任用他为邢州安抚使，他兴建铁冶，推行钞币。中统元年（1260年），升任真定宣抚使。针对中统新钞行，银钞不用，提出三策。次年，授左三部尚书，官曹典宪，他多参与议定。后兼商议中书省事。中统三年致仕。曾汇集诸家《易》说，编《读易备忘》。去世后，赠邢国公，谥文献。